# Jardín Botánico del Cráter Koko
El jardin Botánico del Cráter Koko en inglés : Koko Crater Botanical Garden es un jardín botánico de 60 acres (24.28 hectáreas) de extensión que se ubica en el interior del Cráter Koko en el este de Oahu, Hawái. 
El código de identificación del Koko Crater Botanical Garden como miembro del "Botanic Gardens Conservation International" (BGCI), así como las siglas de su herbario es HKC.

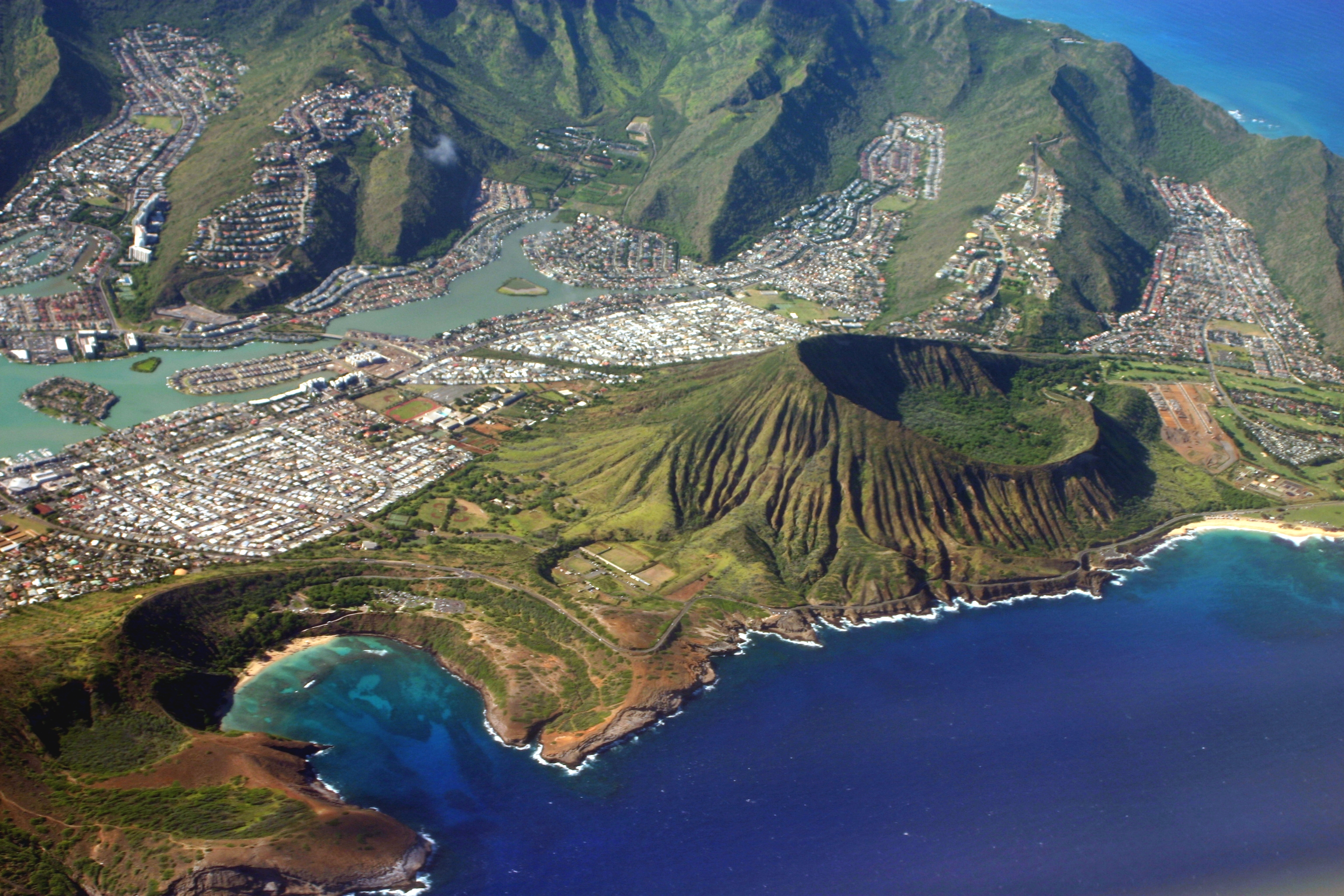
Vista aérea del "Cráter Koko".

## Localización
Las plantaciones del jardín botánico ocupan las laderas de la parte interna del cráter Koko que se encuentra en el extremo este de la isla Oahu.
Koko Crater Botanical Garden, Honolulu Botanic Gardens 50 N. Vineyard Boulevard, Honolulu county, Oʻahu island, Hawái HI 96817 United States of America-Estados Unidos de América.
Planos y vistas satelitales.21°17′N 157°41′O / 21.283, -157.683
El jardín botánico está abierto al público. Se cobra una cuota de admisión.

## Historia
El jardín botánico fue fundado en 1958 y es uno de los cinco jardines botánicos integrante del Sistema de Jardines Botánicos de Honolulu. 
En 1966 el «Honolulu Department of Parks and Recreation» le otorgó el doble título de 'Charles M. Wills Cactus Garden', en reconocimiento a sus contribuciones al jardín.

## Colecciones
El visitante se encuentra en primer lugar con las coloristas colecciones de plumeria y de cultivares del bougainvillea en el cráter externo. 
Una senda zigzageante de unos cuatro kilómetros lo conduce a través del interior del cráter a través de una variedad de colecciones de plantas de la tierra firme de Hawái y de todo el mundo. 

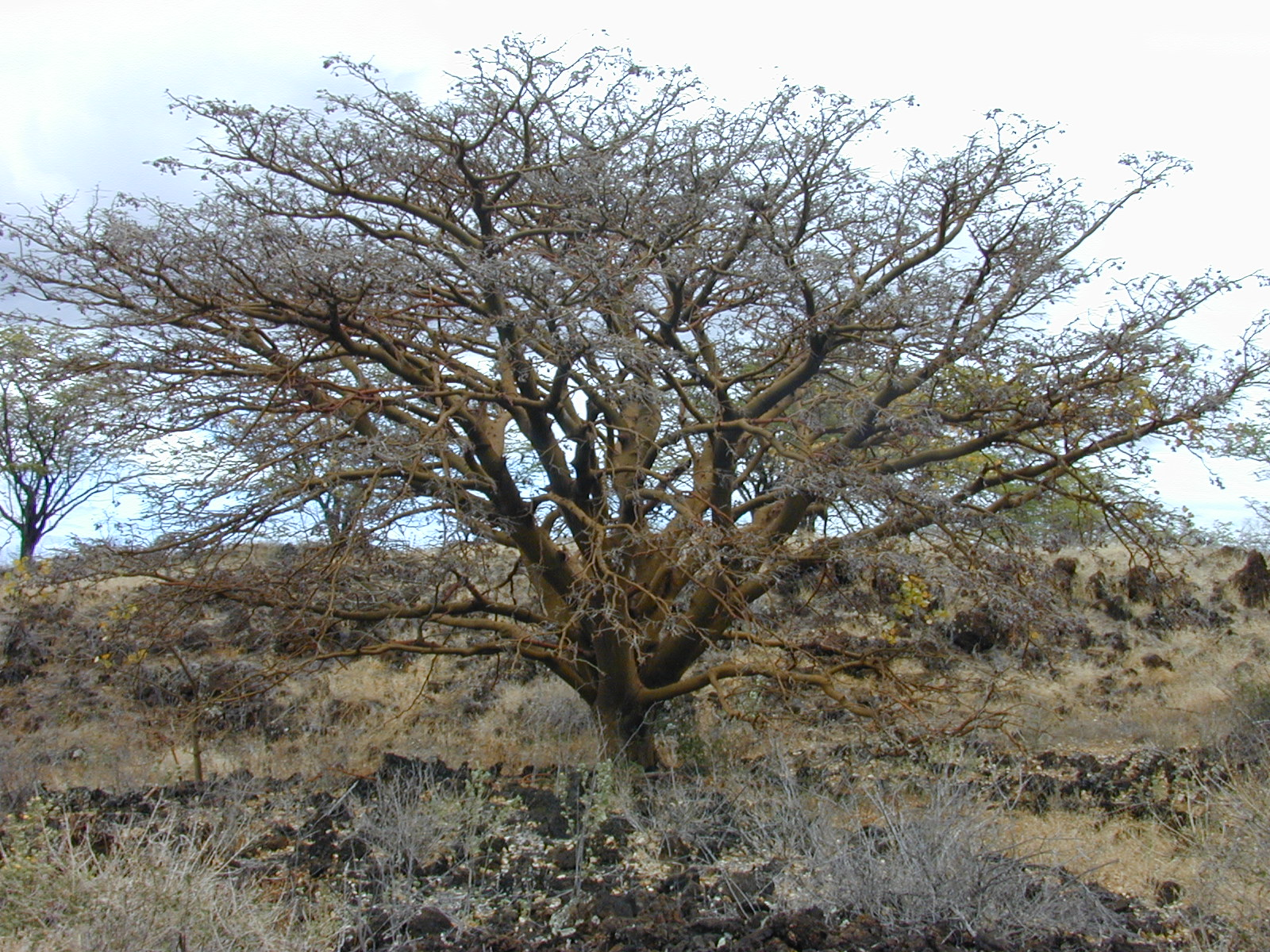
El árbol wiliwili Erythrina sandwicensis.

Los árboles exóticos naturalizados del kiawe (Prosopis pallida) y del koa haole (Leucaena leucocephala), dominan el paisaje a lo largo del sendero entre las colecciones cultivadas. Las cuatro colecciones principales dispuestas por áreas geográficas son: 
- Las Américas
- Hawái
- Madagascar
- África

Además de estas áreas principales el jardín incluye otras significativas colecciones de plantas que se encuentran;
- Cactus
- Adeniums,
- Alluaudias,
- Aloes,
- Baobabs,
- Euphorbias,
- Palmas,
- Sansevierias,

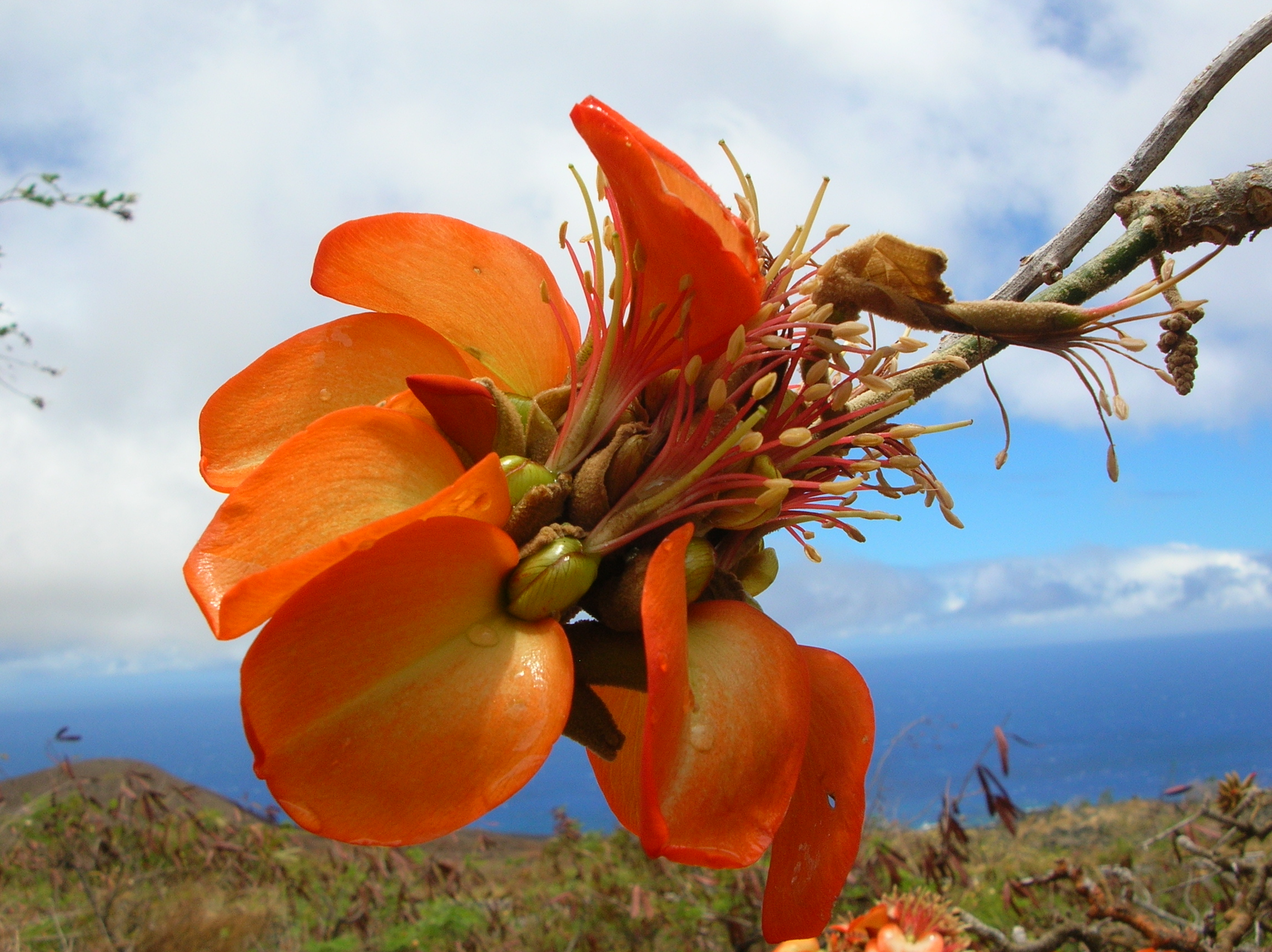
Inflorescencia del árbol wiliwili.

Además de bosquetes de árboles nativos de las islas como el árbol wiliwili (Erythrina sandwicensis) que se encuentran en la sección de Hawái y están protegidos por la ley del estado bajo el Acta 105 de Excepcionalidad de protección de árboles. 
Algunos especímenes del "Koko Crater Botanical Garden".

Especímenes
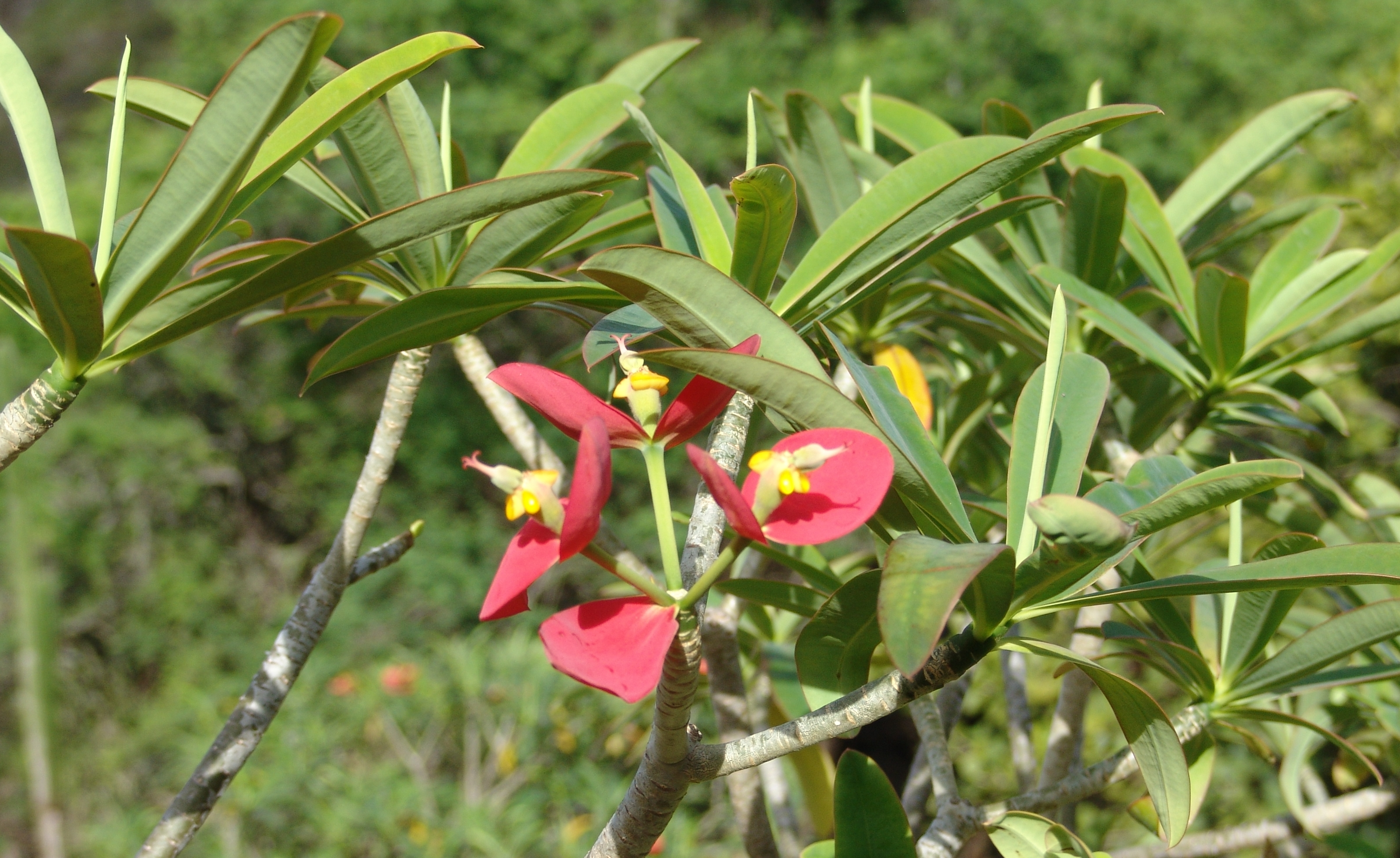
Euphorbia punicea.
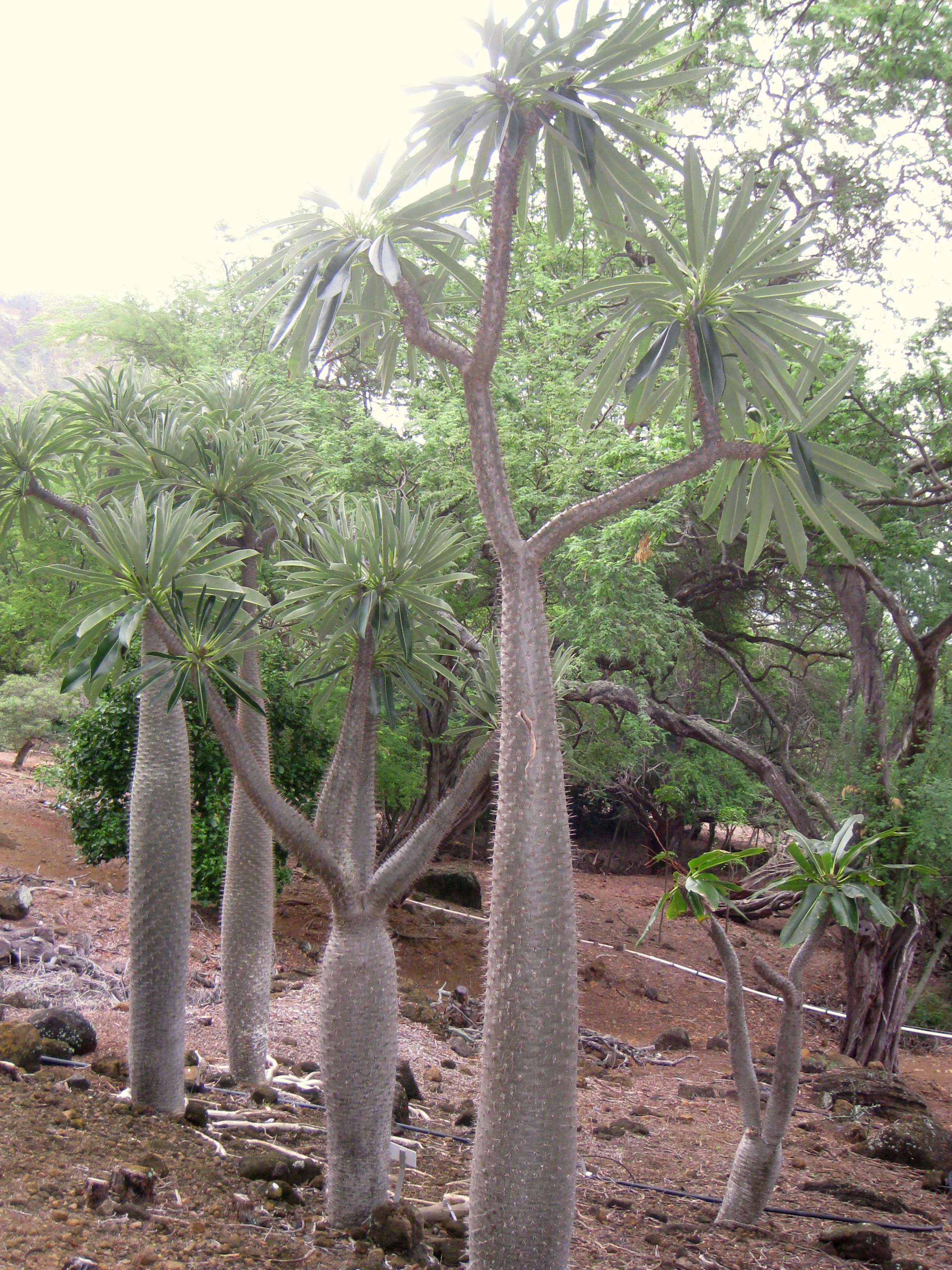
Pachypodium lamerei var. ramosum.
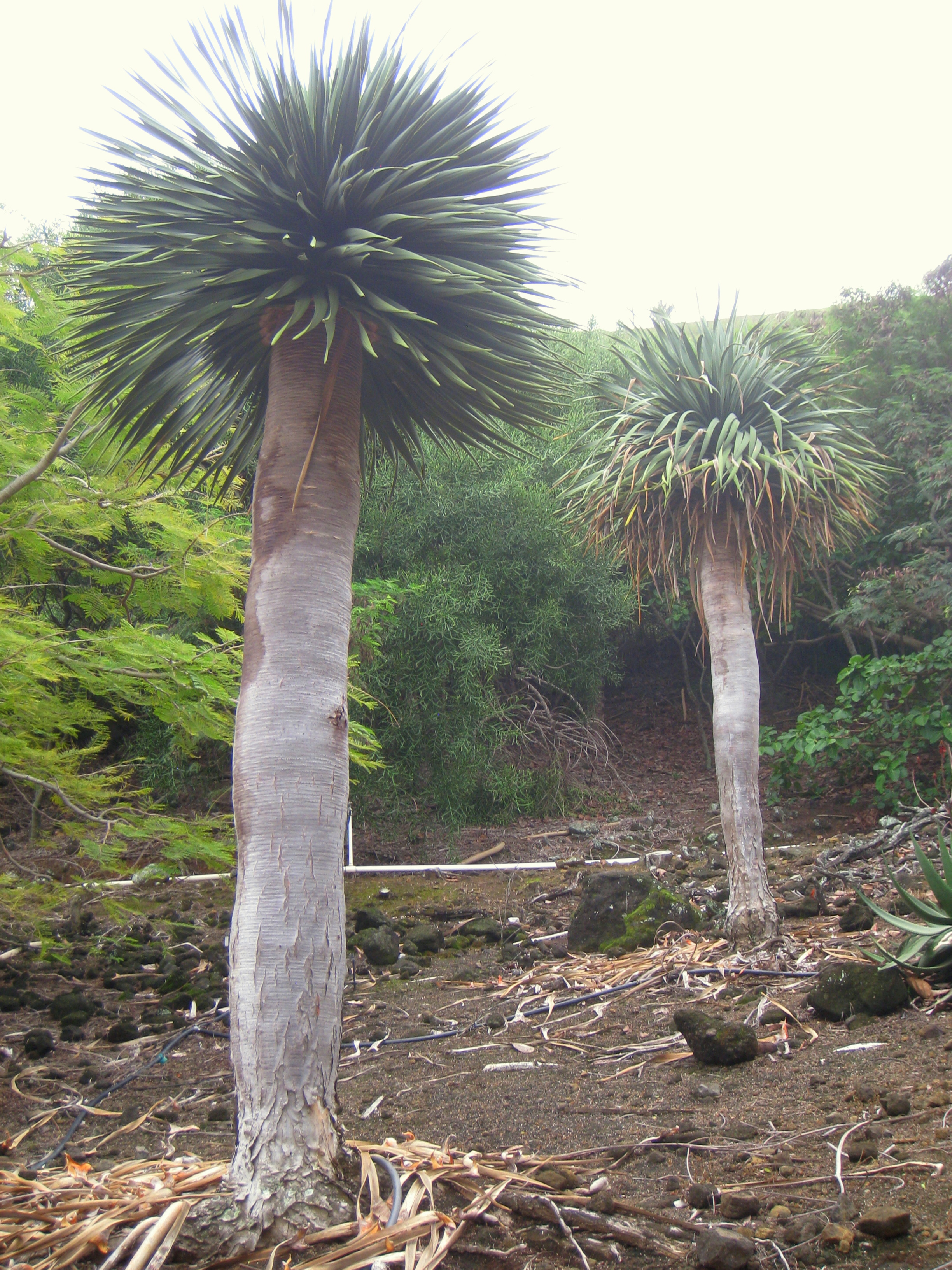
Dracaena cinnabari.
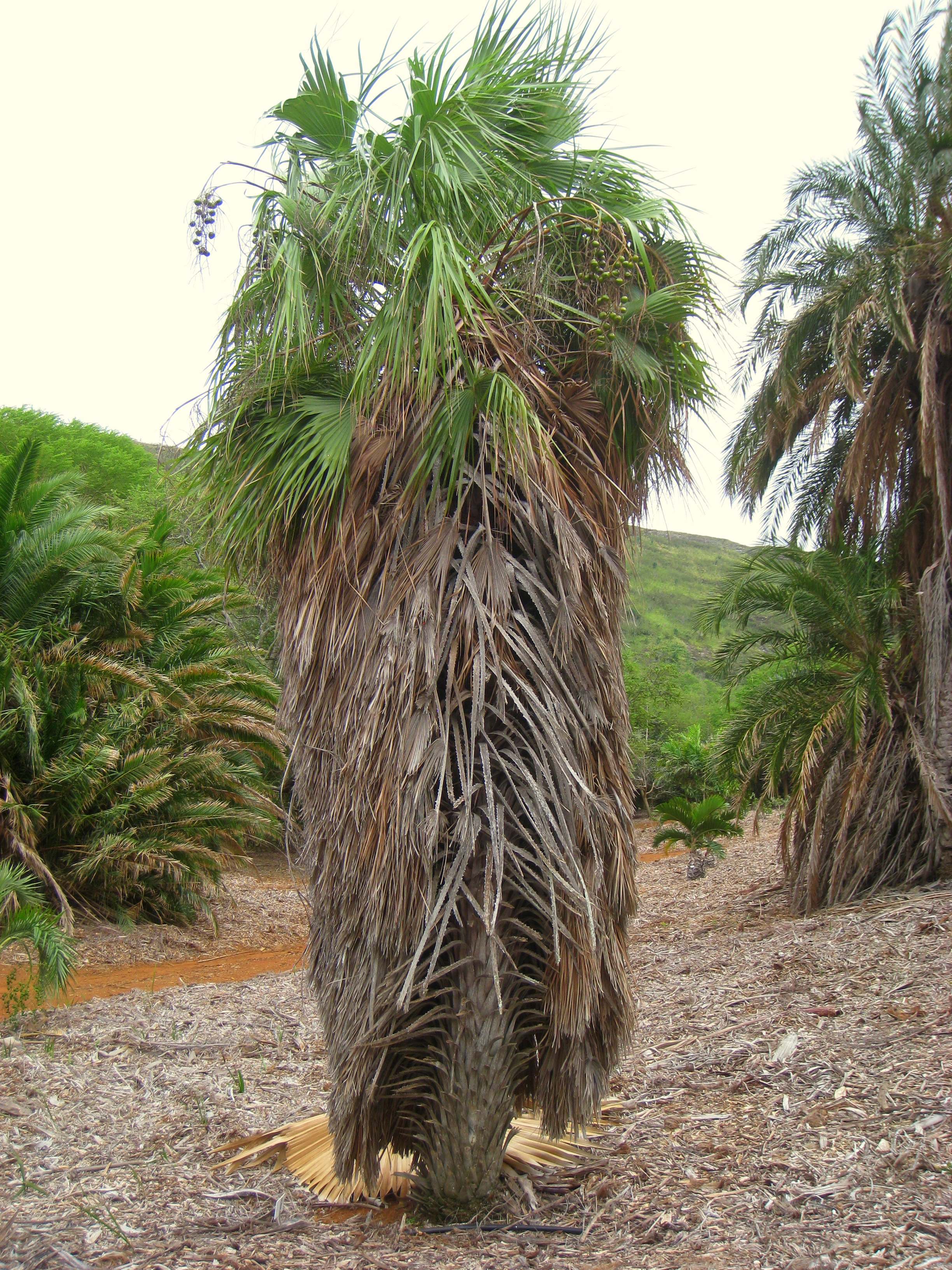
Brahea aculeata.
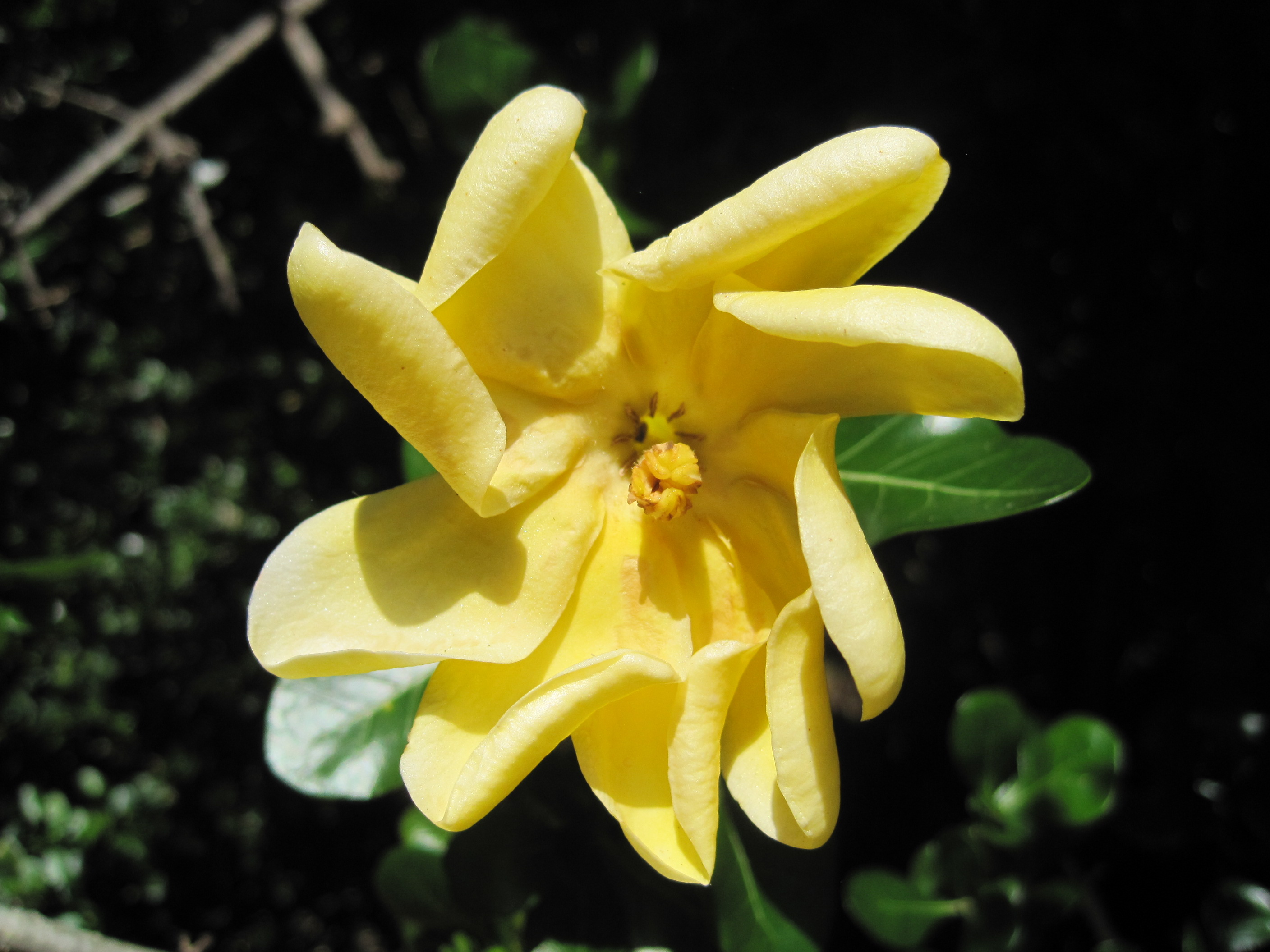
Gardenia volkensii.